# Батиметрия

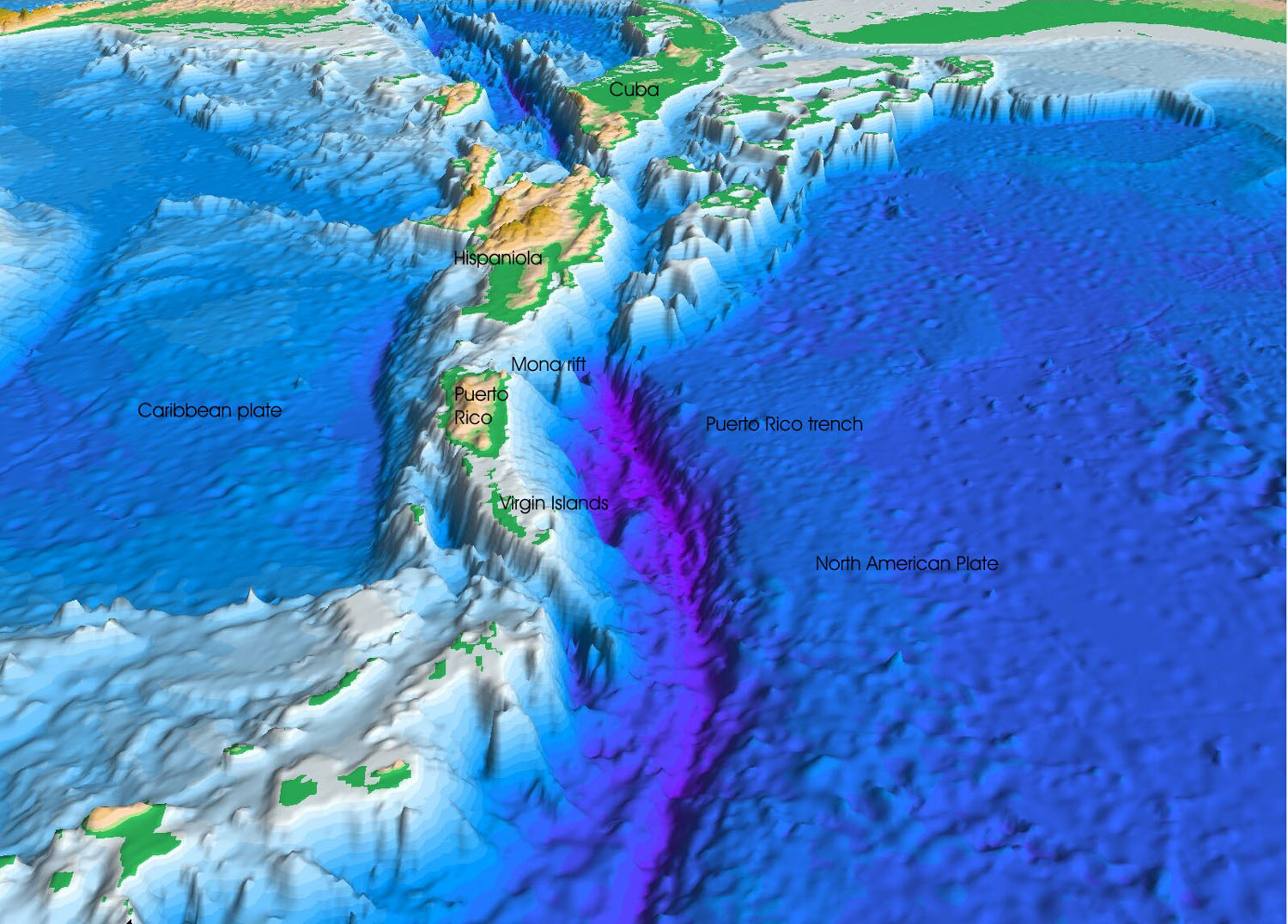

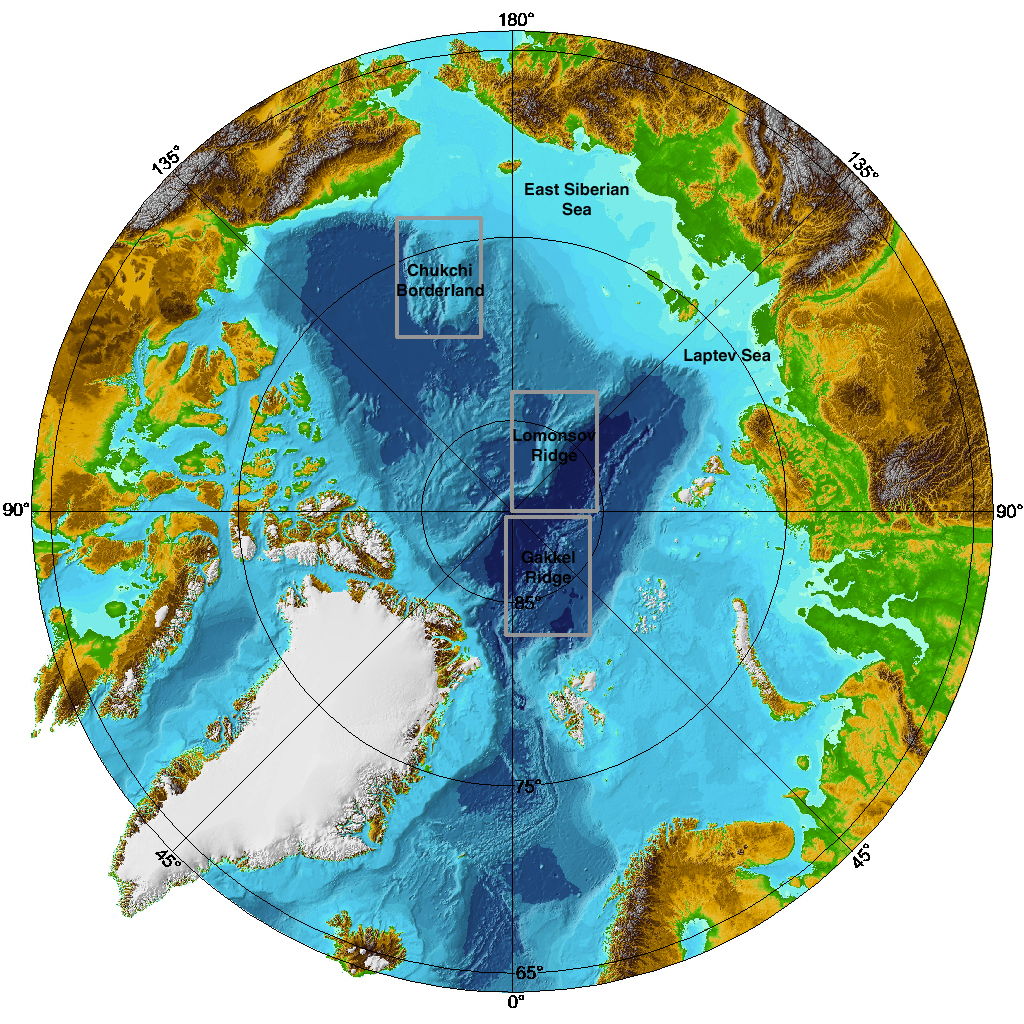

Батиметрия — изучение рельефа подводной части водных бассейнов: как мирового океана, так и озёр, рек и т. д. В среде специалистов данный термин может использоваться как совокупность данных о глубинах водного объекта, результат батиметрической съёмки. Другими словами, батиметрия — подводный эквивалент топографии или гипсометрии. Название дисциплины сложено из греч. βαθύς (батус), «глубина» и μέτρον (метрон), «мера». Данные, полученные в результате батиметрических исследований, в основном используются для обеспечения поверхностной и подводной навигации, а также имеют широкое научное применение. Изображение подводного рельефа на батиметрических картах во многом сходно с его изображением на обычных топографических картах, но вместо изогипс здесь используют изобаты — линии с одинаковой глубиной относительно уровня моря. Для увеличения наглядности батиметрических карт, как и в случае их надводных аналогов, широко используют способ отмывки рельефа, а также цифровые модели рельефа. Палеобатиметрия занимается изучением подводных глубин предыдущих эпох.

## Получение данных

### Гидролокация
Изучение рельефа морских глубин начиналось с промеров глубин с помощью лота. В старину для этого использовали крепкую бечёвку с грузом, которую свешивали за борт судна. Очевидно, что данный метод позволял измерять глубины лишь последовательно, одну за другой, а также требовал значительных затрат времени, не говоря уже о получаемой точности измерений: на результате сказывался вес груза и скорость движения судна, вносили погрешности также и течения.
Сегодня батиметрия оперирует данными, получаемыми с помощью гидроакустических лотов (эхолотов, или сонаров), вмонтированных в дно судна; также активно используются данные спутниковой съёмки и лидаров (лазерных локаторов ИК-диапазона). Принцип действия сонаров основан на подсчёте времени между отправкой и приёмом отражённого звукового сигнала. Результаты космической съёмки требуют использования определённых спектральных каналов и специальной обработки для получения данных о глубине.
С 1930-х годов для получения батиметрических карт использовались сонары с узкой диаграммой направленности. Сегодня же используются сонары с диаграммой направленности, равной 90—170 градусам. Плотный пучок излучения таких гидролокаторов обеспечивает высокое угловое разрешение, а следовательно — точность измерений. Широкая полоса охвата (зависит от глубины подстилающей поверхности) позволяет делать меньшее число заходов, а частота обновления в 0,1—50 Гц (также зависит от глубины) позволяет судну двигаться с высокой скоростью, не теряя при этом в качестве покрытия. Бортовые гироскопы и датчики пространственного положения отслеживают ориентацию судна на момент съёмки и позволяют вносить в результаты измерений поправки на крен, дифферент и рыскание, обусловленные динамикой водной поверхности. Бортовые датчики GPS позволяют отслеживать положение судна относительно земной поверхности и точно привязывать результаты батиметрической съёмки.
Полученные же результаты промеров глубин обрабатываются автоматически либо в полуавтоматизированном режиме и после обработки обычно представляются в виде цифровой модели рельефа (в виде совокупности точек, объединённых в поверхность).

### Данные дистанционного зондирования
Как уже упоминалось выше, информация, полученная методами дистанционного зондирования (космическая сканерная и радарная съёмки океанов и т. п.), также находит активное применение в батиметрии. По результатам спутниковой радиометрии отслеживаются небольшие изменения уровня моря, произошедшие в результате гравитационного поднятия подводных хребтов, гор и других подводных объектов. Так как в среднем уровень моря над хребтами и прочими возвышенностями превышает его уровень над глубоководными равнинами и впадинами, то на основании этих измерений также возможно картирование подводного рельефа.

### Проблемы представления данных
Данные батиметрии выражаются через системы координат, высотная компонента которых отсчитывается от среднего уровня приливов/отливов. Некоторые проблемы здесь связаны с тем, что, например, в США данные глубоководной батиметрии основываются на уровне отсчёта, связанном со средним уровнем моря Mean Sea Level (MSL), однако большая часть прибрежных территорий основывается на среднем минимальном уровне моря (Mean Lower Low Water, или MLLW). В большинстве стран за нулевой уровень принят минимальный уровень моря, связанный с астрономическими параметрами Lowest Astronomical Tide (LAT). Таким образом, в зависимости от режима приливов/отливов для различных территорий существует множество уровней отсчёта, что может приводить к сложностям при систематизации.

## Батиметрия и связанные с ней исследования
Специалисты в области батиметрии наряду с исследованиями подводного рельефа также занимаются геологией и геоморфологией дна мирового океана, исследованием геодинамической активности (подводные вулканы и землетрясения).
Таким образом, получение и анализ батиметрических данных имеют важнейшее значение в исследовании мирового океана, а также в обеспечении безопасности морской и речной навигации.